# Ricardo Garay
Ricardo Garay Lima (Encarnación, 7 marzo 1997) è un calciatore paraguaiano, difensore del Chaco For Ever.

## Caratteristiche tecniche
È un difensore centrale.

## Carriera

### Club
Ha giocato nella prima divisione paraguaiana ed in quella argentina.

### Nazionale
Con la nazionale Under-20 paraguaiana ha preso parte al Sudamericano Under-20 2017.